# Rhacophorus harrissoni
Rhacophorus harrissoni är en groddjursart som beskrevs av Robert F. Inger och Neville Seymour Haile 1959. Rhacophorus harrissoni ingår i släktet Rhacophorus och familjen trädgrodor. IUCN kategoriserar arten globalt som nära hotad. Inga underarter finns listade i Catalogue of Life.